# Хичкок (Тексас)
Хичкок (енгл. Hitchcock) град је у америчкој савезној држави Тексас. По попису становништва из 2010. у њему је живело 6.961 становника.

## Демографија
Према попису становништва из 2010. у граду је живело 6.961 становника, што је 575 (9,0%) становника више него 2000. године.
| Група             | 2000.         | 2010.         |
| Белци             | 3.343 (52,3%) | 3.327 (47,8%) |
| Афроамериканци    | 2.095 (32,8%) | 2.144 (30,8%) |
| Азијати           | 10 (0,2%)     | 24 (0,3%)     |
| Хиспаноамериканци | 877 (13,7%)   | 1.412 (20,3%) |
| Укупно            | 6.386         | 6.961         |